# Teodoric III (rei dels francs)
Teodoric III (654 – 691) va ser rei de Nèustria i Borgonya durant l'any 673, càrrec que recuperà a partir del 675 i fins a la seva mort. A partir de l'any 679 també esdevingué rei d'Austràsia convertint-se així en el rei de tots els francs.

## Família
Teodoric fou el tercer fill de Clodoveu II i Bathilda. Teodoric es va casar amb Clotilde, filla d'Ansegisel i Bega d'Andenne de Landen. Tingueren tres fills:
- Bertrada de Prüm (676-740), casada amb Martí de Laon.
- Clodoveu IV (682-695), futur rei dels francs
- Khildebert III (683-711), conegut com "El Just", futur rei dels francs a la mort del seu germà gran.

També va estar casat amb Amalaberga, amb la que hauria tingut una filla i, potser, un nombre de fills indeterminat.

## Regnat
Teodoric va succeir el seu germà gran Clotari III als regnes de Nèustria i Borgonya quan aquest morí sense descendència el 673. Teodoric III va heretar la corona per la voluntat d'Ebroí, el majordom de palau de Nèustria i tutor de Teodoric. Ebroí que era qui ostentava el poder real del regne i a les mans del qual el jove Teodoric era només un rei titella.
Però la noblesa local no estava conforme amb la proclamació de Teodoric, que Ebroí havia fet sense consultar-los. Aprofitant la situació, el segon fill de Clodoveu i germà gran de Teodoric, el rei Khilderic II d'Austràsia, va envair Nèustria. Va fer desterrar Ebroí i Teodoric va ser tonsurat (els cabells eren el símbol de la reialesa merovíngia) i obligat a recloure's al monestir de Saint-Denis. Però el govern de Khilderic no va ser del grat de la noblesa neustriana i Teodoric va aconseguir recuperar el tron quan el seu germà fou assassinat, l'any 675.
Quan el successor Khilderic, Dagobert II, va morir l'any 679, va aconseguir ser proclamat rei d'Austràsia, malgrat l'oposició del majordom austrasià Pipí d'Héristal. L'any 681 el majordom de Nèustria Varató va signar la pau amb Pipí, però a la mort de Varató el nou majordom Bertar va entrar amb guerra contra Nèustria.
Els exèrcits austrasians (comandats per Pipí) i el combinat neustrià i borgonyó (comandats per Bertar i Teodoric, que era neustrià de naixement) es van enfrontar a la batalla de Tertry l'any 687. La victòria d'Austràsia va ser determinant per assegurar la prevalença d'aquest regne i la seva noblesa sobre la resta de l'estat franc. La derrota també va deixar a Teodoric sense cap mena de poder de decisió; rei només en el nom.